# Diplazium meyenianum
Diplazium meyenianum là một loài dương xỉ trong họ Athyriaceae. Loài này được C. Presl mô tả khoa học đầu tiên.